# Фролов, Михаил Иванович (полный кавалер ордена Славы)
Михаи́л Ива́нович Фроло́в (13 ноября 1921, Нижнеудинский уезд, Иркутская губерния — 13 сентября 1995, Сосновый Бор, Иркутская область) — советский солдат, участник Великой Отечественной войны, полный кавалер ордена Славы.

## Биография
Родился 13 ноября 1921 года в деревне Большая Мамырь Нижнеудинского уезда Братской волости Иркутской губернии в семье крестьянина (бывшего красного партизана). Русский. Окончил семь классов Большемамырской неполной средней школы. Общий трудовой рабочий стаж по найму до поступления в Республиканский трест «Якуттранс» один год.
14 июня 1935 года поступил на работу в трест «Якуттранс» учеником электрика. С 1 ноября 1939 года переведён на третий рабочий разряд электрика. 2 октября 1940 года уволен в связи с призывом в Рабоче-крестьянскую Красную армию. После принятия присяги служил в 193-м отдельном стрелковом полку Северной Тихоокеанской военной флотилии разведчиком.

### Великая Отечественная война
С октября 1941 года М. И. Фролов — курсант 193-го отдельного стрелкового полка. С октября 1942 года - участник Великой Отечественной войны, воевал в 1018-м стрелковом полку 269-й стрелковой дивизии 3-й армии Брянского фронта, сержант, командир разведывательного отделения.
20 марта 1943 года сержант Фролов М. И., как уличённый в членовредительстве, направлен из Эвакуационного госпиталя № 3296 в пересыльный пункт г. Саратов; впоследствии был направлен во штрафную роту. 15 июля 1943 года красноармеец стрелок приданной 269-й стрелковой дивизии 7-й отдельной штрафной роты 3 армии Брянского фронта Михаил Иванович Фролдов ошибочно занесён в списки погибших в районе деревни Высокое Мценского района Орловской области.
28 июля 1943 года был направлен из 18-го армейского запасного стрелкового полка в 269-ю стрелковую дивизию 3-й армии Брянского фронта. 19 августа 1943 года награждён медалью «За отвагу» № 385510. Из приказа 1018-го стрелкового полка 269-й стрелковой дивизии 3-й армии Брянского фронта: «Разведчика — старшего сержанта Фролова Михаила Ивановича наградить за то, что в группе 9 человек разведчиков под командованием младшего лейтенанта Столярова при выполнении задания — уничтожил 7 солдат противника и вражеский пулемёт с его расчётом».
30 ноября 1943 года награждён второй медалью «За отвагу» № 724813. Из приказа: «Телефониста взвода связи 2 стрелкового батальона старшего сержанта Фролова Михаила Ивановича наградить за то, что в боях за села Хатановец и Канава, под сильным огнём противника устранил на поле боя 9 порывов в телефонной линии, обеспечив тем самым командованию нормальную связь».
Принят в кандидаты в члены ВКП(б) в 1943 году. Принят в члены ВКП(б) с марта.
5 марта 1944 года награждён орденом Славы III степени № 32678. Из наградного листа: «2 марта 1944 года в бою в 7 километрах, севернее города Рогачёв первым с отделением, преодолев проволочные заграждения, ворвался в траншею, в схватке уничтожил восемь солдат противника, троих захватил в плен и доставил в штаб».
Довольно часто М. И. Фролов упоминался в дивизионной газете и газете 3-й армии «Боевое Знамя». Выполнение воинского долга Михаилом Ивановичем Фроловым ставилось в пример другим.
16 августа 1944 года награждён орденом Славы II степени № 2423. Из наградного листа: «24 июня 1944 года при прорыве обороны противника на правом берегу реки Друть, севернее города Рогачёв, Фролов М. И. одним из первых с отделением ворвался в траншею и вывел из строя около пятнадцати гитлеровцев. Преследуя врага, Фролов с отделением в районе деревни Борки (Рогачёвский район Гомельской области) вышел во фланг противнику и внезапным огнём истребил много гитлеровцев, чем способствовал освобождению деревни».
Указом Президиума Верховного Совета СССР от 24 марта 1945 года награждён орденом Славы I степени № 448. Из наградного листа: «2 сентября 1944 года Фролов в бою на подступах к городу Остроленка (Польша) первым поднялся в атаку и увлёк за собой бойцов отделения. Лично в этом бою гранатами подавил два пулемёта противника и уничтожил до десяти солдат и офицеров, содействуя успешному продвижению подразделения». Награда не была вручена. 6 сентября 1944 года войска 2-го Белорусского фронта освободили город и крепость Остроленка, а к югу от Остроленки полностью очистили восточный берег реки Нарев.
За участие в крупных боевых операциях Михаил Иванович Фролов был отмечен в составе части приказами Верховного Главнокомандующего: за освобождение города Орла, города Белграда (дважды) (№ 2 от 5 августа 1943 г.); за освобождение города Мариуполя, города Волхована, города Чаплино (дважды), города Барвенково (трижды) (№ 11 от 10 сентября 1943 г.); за освобождение города Рогачев (дважды) (№ 78 от 24 февраля 1944 г.); за освобождение города Бобруйска (№ 125 от 29 июня 1944 г.); за освобождение города Минска (№ 128 от 3 июля 1944 г.); за овладение городом и крупным железнодорожным узлом Волковыск (№ 138 от 14 июля 1944 г.); за овладение городом и крупным промышленным центром Белосток (№ 151 от 27 июля 1944 г.); за овладение городом и крепостью Остроленка (№ 184 от 6 сентября 1944 г.).
С октября 1944 года старшина Фролов - курсант Саратовского военно-пехотного училища. За всю войну М. И. Фролов был трижды ранен и один раз контужен. Награждён медалью «За победу над Германией в Великой Отечественной войне 1941—1945 гг.».

### Послевоенные годы
Демобилизован по ранению в звании старшины, на основании Указа Президиума Верховного Совета СССР от 23 июня 1945 года. После войны М. И. Фролов жил в деревне Большая Мамырь Заярского района Иркутской области.
5 сентября 1945 года устроился на работу электриком по 6-му рабочему разряду в трест «Якуттранс». Работал по совместительству военруком в Большемамырской неполной средней школе. 14 мая 1946 года уволен и откомандирован в распоряжение РК ВКП(б). 22 мая 1946 года на заседании организационного бюро ОК ВКП(б) по Заярскому району был утверждён инструктором организационно-инструкторского отдела Заярского РК ВКП(б). 24 сентября 1946 года на заседании бюро рассматривалось заявление пропагандиста РК ВКП(б) товарища Фролова М. И. об освобождении его от работы по состоянию здоровья. 20 ноября 1946 года назначен на старую должность по 6-му разряду электриком.
Весной 1947 года в Заярском районном военном комиссариате Фролову вручили орден Славы I степени.
2 марта 1949 года уволен из треста в связи с выездом на лечение. 15 марта 1949 года зачислен на должность инструктора КВЧ в ИТЛ «ВП» МВД[прояснить]. 21 июня 1950 года перемещён на должность кочегара паровоза. 1 апреля 1952 года перемещён на должность завтехоза ПЧ-3. В 1953 году переведён из МВД в систему Министерства путей сообщения. В 1954 году переведён из МПС в систему Минтрансстроя в соответствии с постановлением совета Министров СССР от 14 августа 1954 года № 1723. Заведующий складом 3-й дистанции пути Ангарского строительства Минтрансстроя (ноябрь 1956 года). 14 августа 1959 года уволен по собственному желанию.
С началом строительства Братской ГЭС деревня Большая Мамырь попала в зону затопления. В 1961 году семья Фроловых переселяется в рабочий посёлок Видим Заярского поселкового совета администрации Братского Горисполкома (ныне Нижнеилимского района Иркутской области).
Полученные ранения и контузия сильно отразились на здоровье Михаила Фролова. 19 июля 1961 года он лёг на длительное лечение в ОП больницу № 2, 18 апреля 1967 года переведён в ОП больницу № 3. Умер 13 сентября 1995 года. Похоронен на прибольничном кладбище в деревне Сосновый Бор Иркутского района, могила № 1014.

## Награды
- орден Славы III степени № 32678 (5 марта 1944)
- орден Славы II степени № 2423 (16 августа 1944)
- орден Славы I степени № 448 (24 марта 1945)
- медали, в том числе две медали «За отвагу» (19 августа 1943, 30 ноября 1943), медаль «За победу над Германией в Великой Отечественной войне 1941—1945 гг.»

## Семья
- Мать — Фёкла Васильевна[4](1901), отец — Иван Иванович, сестра — Надежда Ивановна Тарасова (Фролова) (1924).
- Жена — Раиса Павловна Фролова (Андреева) (1925), дети: Людмила Михайловна Теплюк (Фролова) (1947), Евгений Михайлович Фролов (1950), Наталья Михайловна Фролова (1955).

## Память
- 9 мая 2006 года к 61-й годовщине Победы открыта мемориальная доска полному кавалеру ордена Славы М. И. Фролову на здании школы посёлка Кежма. Автор проекта скульптор Г. П. Клейменов[14].
- После обращений общественности в августе 2006 года в приёмную Министра обороны Российской Федерации, в феврале 2007 года в Администрацию Президента Российской Федерации 7 мая 2007 года Военным Комиссариатом Иркутской области на могиле Фролова Михаила Ивановича установлен надгробный памятник.

## Комментарии
1. ↑  Деревня Большая Мамырь[1] в связи с затоплением при создании Братского водохранилища перенесена севернее и под названием Мамырь относится к Братскому району Иркутской области; исходная территория деревни Большая Мамырь ныне относится к Нижнеилимскому району Иркутской области.

## Документы
- Личные документы Фролова М. И.